# Ryōta Noguchi
Ryōta Noguchi (japanisch 野口 遼太 Noguchi Ryōta; * 24. Juni 1986 in Takamatsu) ist ein japanischer Fußballspieler.

## Karriere
Noguchi erlernte das Fußballspielen in der Schulmannschaft der Takamatsu Kita High School und der Universitätsmannschaft der Osaka-Sangyo-Universität. Seinen ersten Vertrag unterschrieb er 201 bei Kamatamare Sanuki. Der Verein spielte in der dritthöchsten Liga des Landes, der damaligen Japan Football League. 2013 wurde er mit dem Verein Vizemeister der Japan Football League und stieg in die zweite Liga auf. Für den Verein absolvierte er 85 Ligaspiele. 2016 wechselte er zum Suzuka Unlimited FC. 2017 wechselte er zu Veertien Mie. 2018 kehrte er zum Suzuka Unlimited FC (heute: Suzuka Point Getters) zurück. Hier stand er bis Ende 2021 unter Vertrag.
Noguchi ist seit dem 1. Februar 2022 vertrags- und vereinslos.